# Selecció de futbol de Nova Zelanda sub-23
La selecció de futbol de Nova Zelanda sub-23 és l'equip nacional olímpic de Nova Zelanda i és representada per la Federació de Futbol de Nova Zelanda. La selecció neozelandesa sub-23 ha participat un cop en els Jocs Olímpics, el 2008, i participarà de nou el 2012. L'equip és conegut com als «Oly-Whites»; «Oly» sent curt per a Olympics (Jocs Olímpics) i «Whites» sent el color principal de la selecció (blanc).

## Resultats

### Jocs Olímpics
- 1900 a 1980 — No participà
- 1984 a 2004 — No es classificà
- 2008 — Primera fase[2]
- 2012 — Primera fase[3]
- 2016 —

### Torneig Preolímpic de l'OFC
- 1984 — Primera fase
- 1988 — Tercer lloc
- 1992 — Subcampió
- 1996 — Subcampió
- 1999 — Campió
- 2004 — Subcampió
- 2008 — Campió
- 2012 — Campió[4]
- 2016 —